# Bulinus (Pyrgophysa) forskalii
Bulinus (Pyrgophysa) forskalii is een slakkensoort uit de familie van de Planorbidae. De wetenschappelijke naam van de soort is voor het eerst geldig gepubliceerd in 1831 door Ehrenberg.